# Łowcy nieszczęść
Łowcy nieszczęść (ang. ambulance chasing) – proceder związany z pozyskiwaniem osób poszkodowanych w wypadkach. Określa się tym mianem czynności prawników, którzy oferują pomoc osobom poszkodowanym, często w sposób natarczywy i nieprofesjonalny, naruszając przy tym prawo do prywatności. Do większość takich przypadków dochodzi już na miejscu zdarzenia. Nazwa łowcy nieszczęść pochodzi od stereotypu prawnika, który podążając za ambulansem trafiał na pokój przyjęć aby skontaktować się z poszkodowanym. Metoda ta z czasem przybrała bardziej bezpośrednią formę. Prawnicy podążając za służbami ratowniczymi, zaczęli pojawiać się już na miejscu wypadku. Tam oferowali ofiarom swoją pomoc w pozyskaniu odszkodowania.

## Opis
Obecnie proceder ten jest zabroniony m.in. w USA, Australii czy Wielkiej Brytanii. Zdarzały się przypadki łamania praw do ochrony danych osobowych, w których prawnicy w sposób nielegalny wchodzili w posiadanie podstawowych informacji na temat poszkodowanych, w tym numeru telefonu. Zyski jakie czerpali pochodziły z prowizji od kwoty odszkodowań. W innym przypadku gdy prawnik wystawiał rachunek za prowadzenie sprawy, podejmował się także spraw z góry skazanych na niepowodzenie.
W Polsce proceder ten może być nadal praktykowany, z uwagi na brak przepisów, które ograniczałyby swobodę działania nieuczciwych pośredników. Popularne stało się przekazywanie danych osobowych pomiędzy agentami a firmami odszkodowawczymi, w sposób niezgodny z prawem lub z pogwałceniem zasad moralnych, żerując na niewiedzy poszkodowanych i ich przejmującej, często tragicznej sytuacji życiowej. Przeciwieństwem do działań łowców nieszczęść jest powierzenie sprawy osobiście do kancelarii odszkodowawczej.
W większości przypadków łowcy nieszczęść nastawieni są wyłącznie na swój zysk, nie dbając o najkorzystniejsze dla klienta poprowadzenie sprawy.